# Weserstadion
El Weserstadion és un estadi de futbol de la ciutat de Bremen (Alemanya) i actualment és l'estadi del Werder Bremen. Es troba en el marge dret del riu Weser, una zona inundada abans de la construcció del dic de l'Est al districte del suburbi oriental de Bremen, Sant Pere del Werder.

## Història
El Weserstadion Bremer té els seus orígens l'any 1909 quan el General Bremer de Gimnàstica i Esports, un club d'esports, va construir el seu primer recinte l'any 1926 anomenat ABTS Arena. El nom actual, que es refereix a la situació immediata en el Weser des de l'any 1930. Des de llavors també va acollir al Werder Bremen. El modest Bremer SV l'any 1906 va jugar al Weserstadion els seus partits de la Oberliga fins a l'any 1963. Al començament de la primera temporada de la Fußball-Bundesliga del 1963 va rebre el seu primer estadi amb tribuna coberta. En les dècades següents es van construir les altres tribunes, modernitzant l'estadi de manera gradual. L'any 1992 va ser la primera vegada que l'estadi va tenir llotges VIP. L'any 2009 es va produir la conversió total de l'estadi Weser en un estadi de pràctica exclusiva de futbol.

## Equipament
En l'última modernització l'interior de l'estadi es va reduir en més de dos metres, la capacitat de l'estadi ara és de 42.358 espectadors. Amb aquesta reducció, s'ha pogut allotjar a diversos milers de nous espectadors. Amb aquesta finalitat, en la superfície de la pista d'atletisme s'han instal·lat tribunes portàtils, que per a competicions d'atletisme s'han desmantellat perquè es puguin utilitzar les pistes. Després de la reducció del camp de joc la pista d'atletisme és la zona situada entre el camp de joc i al marge pavimentat amb blocs de formigó. L'estadi Weser és una de les poques seus de la Bundesliga amb pista d'atletisme.
Encara que el Werder Bremen és de colors verd i blanc tenia tots els seients de l'estadi abans del juliol del 2006 de color vermell. Aquests es van canviar al setembre del 2006 per uns nous de color verd. En ambdós laterals es troba en el nivell inferior el nom de "Werder Bremen" en color blanc.

L'any 1998 es va instal·lar calefacció a la gespa de l'estadi. A més de 70 llotges VIP i una gran tribuna per a 700 persones aproximadament.
En l'actualitat s'estan acabant les obres de modernització del nou Weserstaion. S'eliminen les distàncies que existien amb el públic, i s'acosta el seguidor al camp. A més de la conversió a un nou i prometedor estadi el més important i el més imponent és la seva façana i el sostre del mateix amb un sistema fotovoltaic integrat únic a Alemanya i pioner a Europa, perquè està cobert totalment de panells solars, el que fa de l'estadi tan únic i exclusiu. En general, la planta té una superfície de prop de 2 camps de futbol i genera fins a 840.000 quilowatts-hora d'electricitat a l'any.

## Galeria

Das Weserstadion
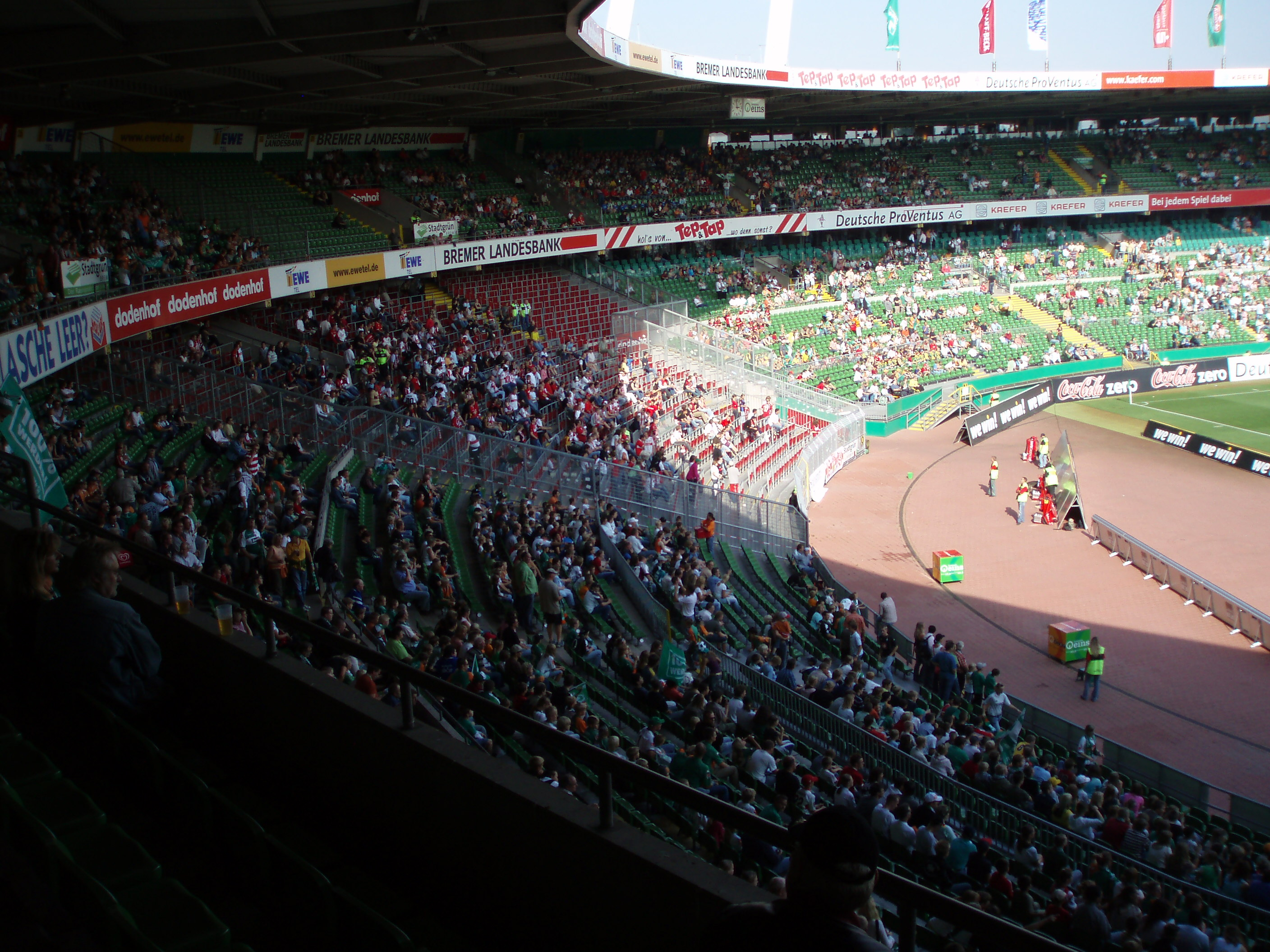
Curva Oest de l'estadi Weser amb l'afició (seients vermells)
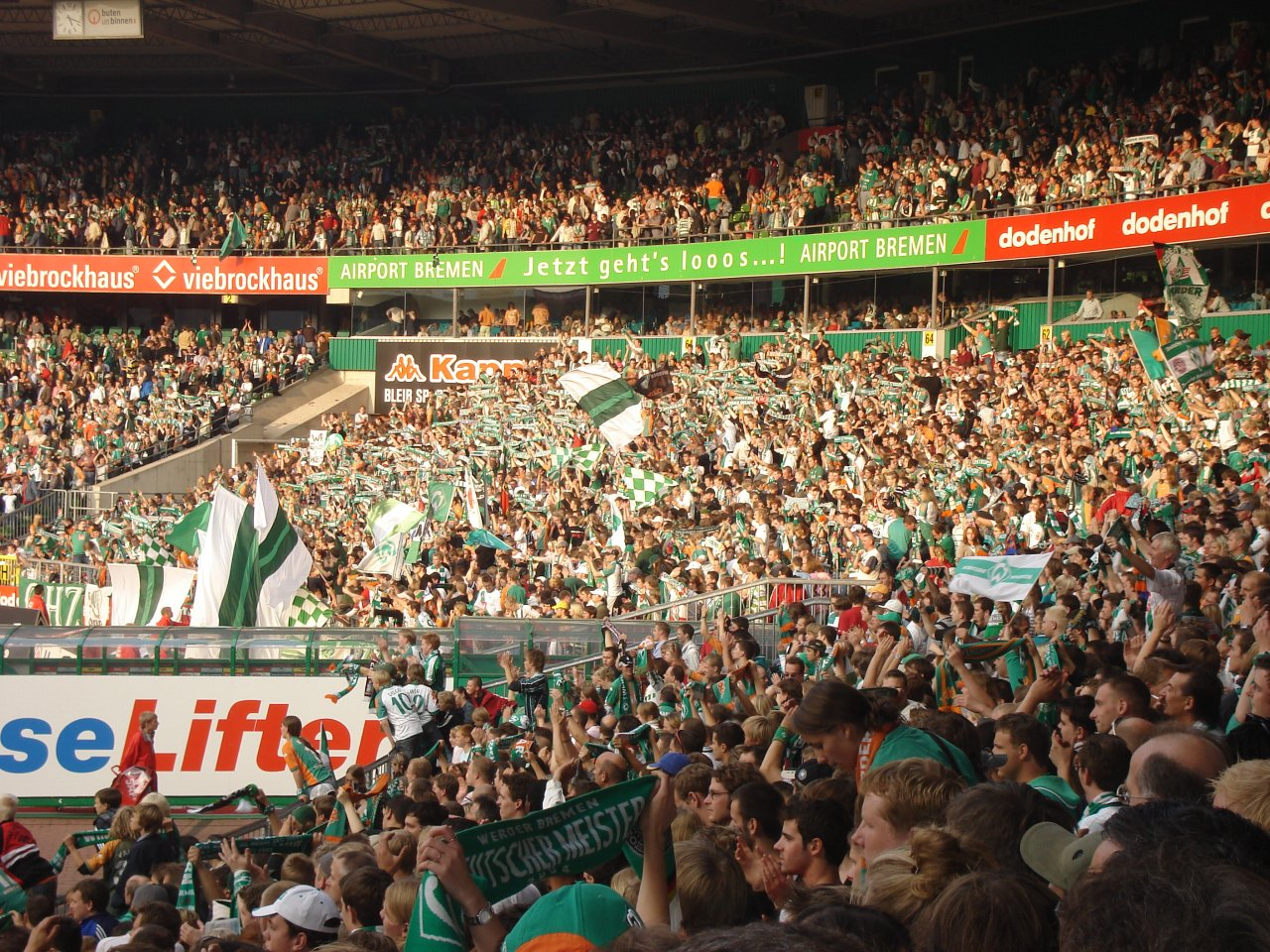
Aficionats del Werder en un partit (Ostkurve)
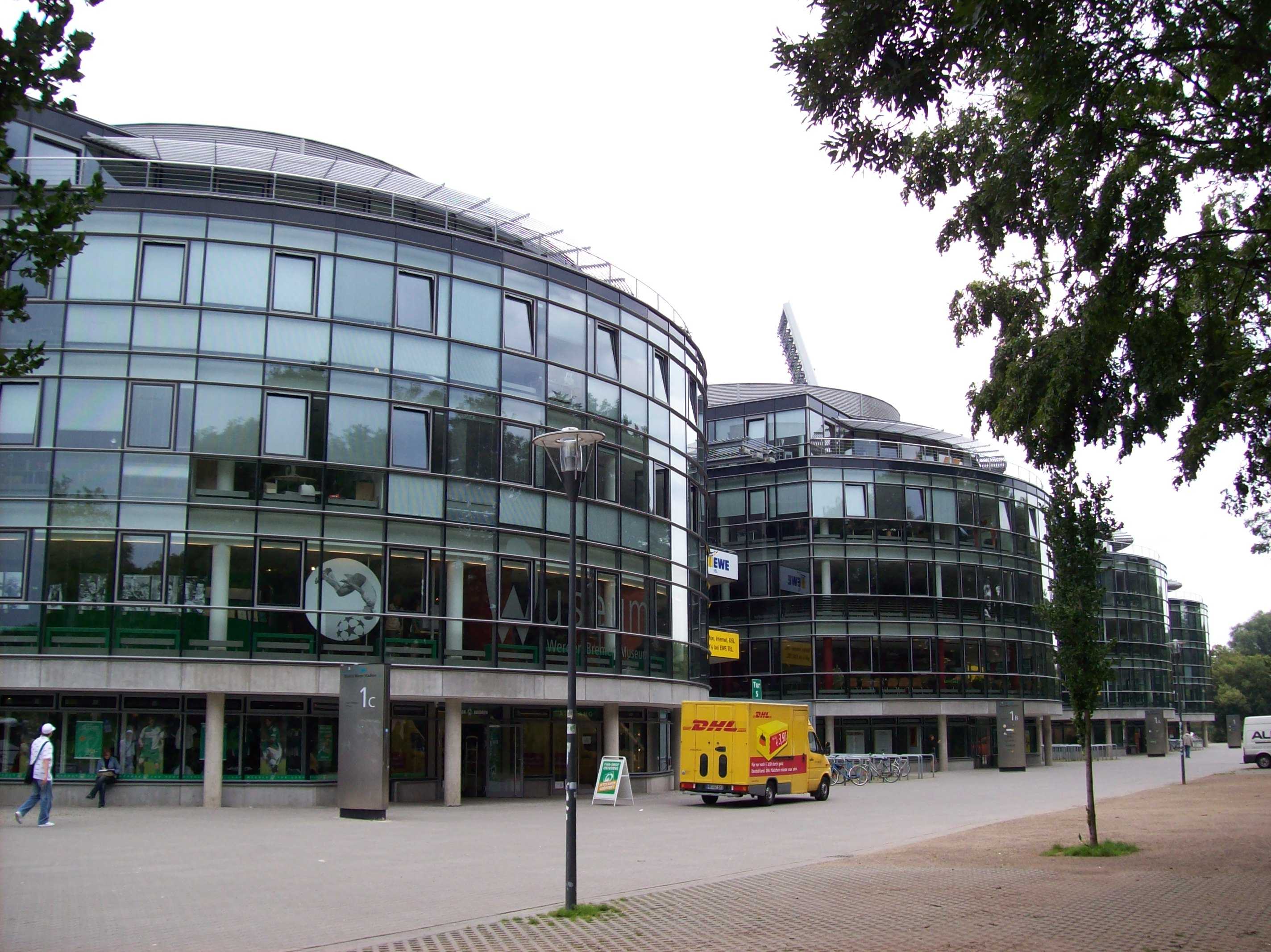
Costat nord amb el museu
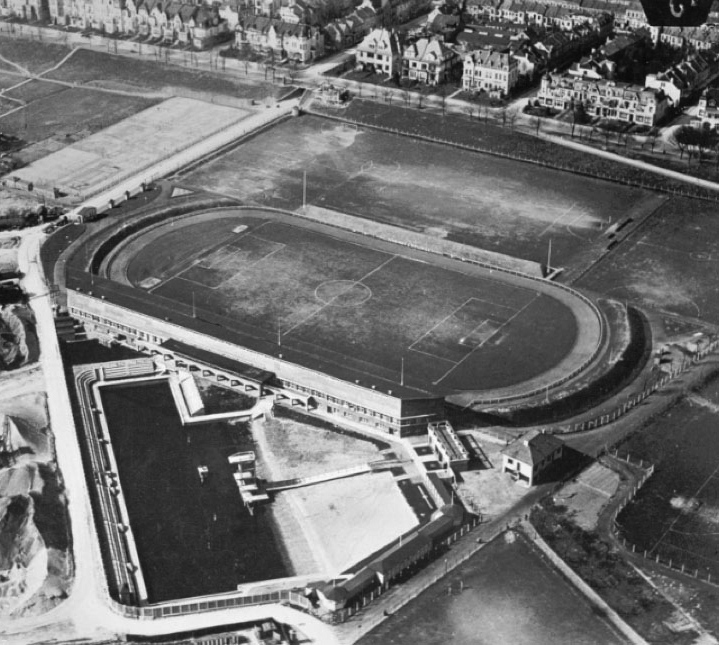
ABTS Arena: 1928